# Aymon de Bazoches
Aymon de Bazoches ou Hamon de Bazoches fut comte-évêque de Châlons (en Champagne) de 1151 jusqu'à sa mort 1153. Il est issu de la maison de Bazoches en Champagne.

## Biographie
Il est le fils de Guy de Bazoches, seigneur de Bazoches, et d'Ermengarde de Toucy, et donc le frère de Gervais de Bazoches, qui succède à leur père en tant que seigneur de Bazoches.
Il fut un canoniste reconnu de son vivant.
Au décès de Barthélémy de Senlis en 1151, il est élu comme son successeur à l’évêché de Châlons.
Il meurt le 28 novembre 1153 et est inhumé sous le jubé de la cathédrale Saint-Étienne de Châlons.